# Olaf Helset

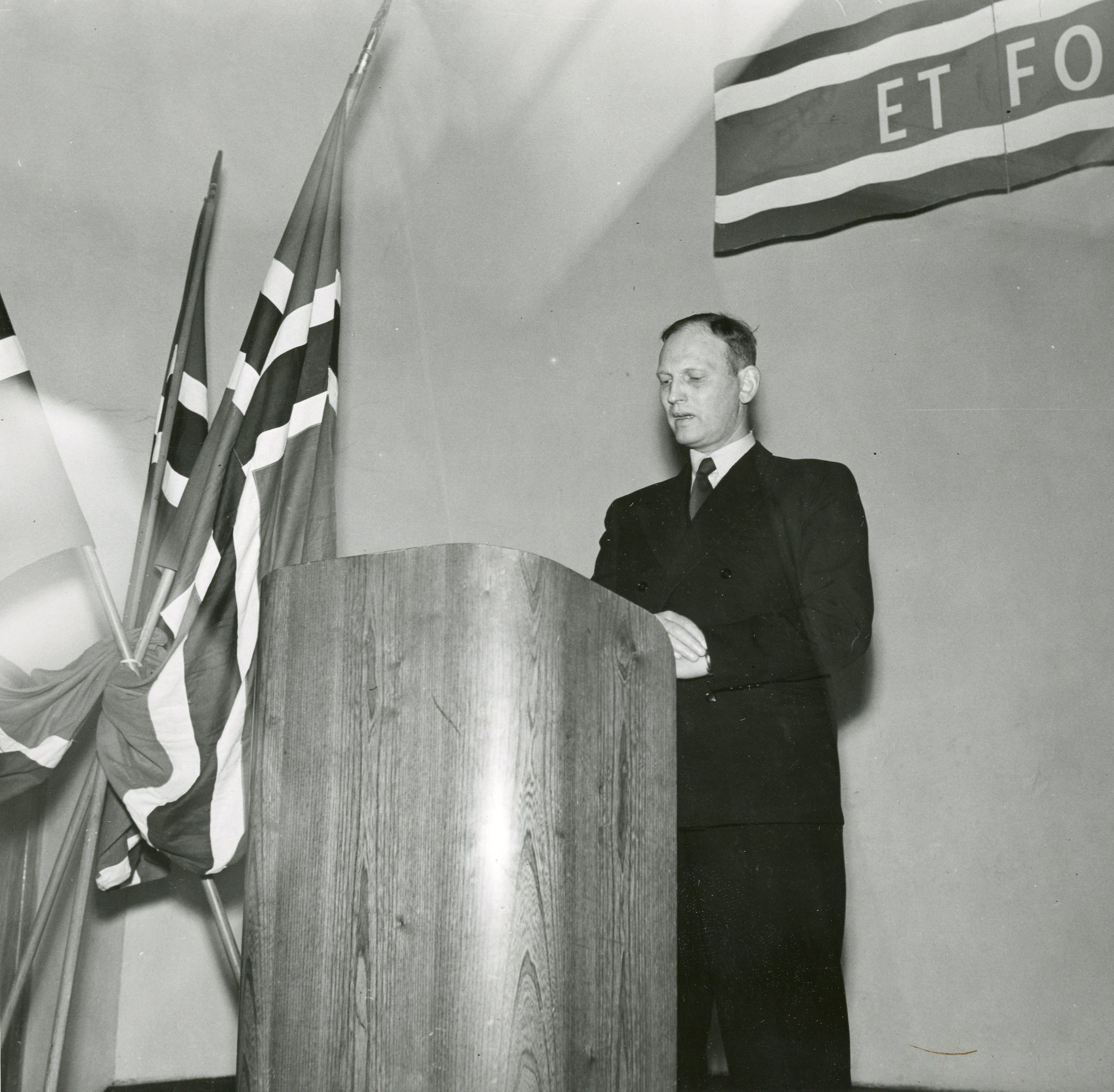
Olaf Helset hält im Exil in Schweden eine Rede (März 1944)

Olaf Helset  (* 28. Juli 1892 in Nannestad; † 21. August 1960 in Oslo) war ein norwegischer Offizier im Range eines Generalmajors und Sportfunktionär. Er spielte eine führende Rolle im frühen Widerstand während der deutschen Besatzung Norwegens im Zweiten Weltkrieg. Nach dem Exil in Schweden war er zwei Jahre lang Oberbefehlshaber des norwegischen Heeres. Außerdem präsidierte er den Norwegischen Skiverband und den Sportdachverband Norges idrettsforbund.

## Biografie
Er war der Sohn des Lehrers Peder Helset und von Ingeborg Kristiane Skjegstad. In der Region Romerike aufgewachsen, schloss Helset 1911 das Gymnasium in Kristiania (Oslo) ab. Politisch geprägt wurde er durch seine Mitgliedschaft in der linksnationalistischen Jugendorganisation Bondeungdomslaget. Ab 1912 besuchte er die Krigsskolen, ab 1915 die staatliche Gymnastikschule und von 1917 bis 1919 die norwegische Militärakademie. Im März 1920 heiratete er die Lehrerin Eugenie Hansen. Er arbeitete als Adjunkt des Generalstabs und legte 1928 das Generalstabsexamen ab. Studienaufenthalte führten ihn nach Frankreich und Japan.
Helset war auch als Sportfunktionär tätig. In den Jahren 1917 bis 1927 präsidierte er mit mehreren Unterbrechungen den Osloer Verein IL i BUL. Danach amtierte er als Vizepräsident des Norwegischen Skiverbandes und von 1930 bis 1932 als dessen Präsident. 1928 und 1932 war er Teamleiter der norwegischen Skilangläufer bei den Olympischen Winterspielen in St. Moritz und Lake Placid. 1929 und 1931 entwarf er im Auftrag des japanischen Skiverbandes zwei Skisprungschanzen in der Stadt Sapporo, die Araiyama-Schanze und die Ōkurayama-Schanze. 1938/39 war er stellvertretender Befehlshaber des 6. Infanterieregiments des norwegischen Heeres.
Während der Invasion Norwegens stellte sich Helset in der Nacht vom 9. auf den 10. April 1940 im Gefecht von Midtskogen bei Elverum mit rund 100 Mann der Wehrmacht entgegen. Er trug wesentlich dazu bei, dass König Haakon VII. und die Regierung aus dem Land fliehen konnten. Als Kriegsgefangener kam er ins Polizeihäftlingslager Grini, wurde aber drei Monate später freigelassen. Daraufhin gehörte er zu den Mitbegründern der Widerstandsorganisation Milorg. In der Öffentlichkeit trat er als Vorsitzender des nationalen Sportdachverbandes Norges idrettsforbund (NIF) in Erscheinung, musste dieses Amt aber nach kurzer Zeit aufgeben, nachdem er einen fast vollständigen Boykott des norwegischen Sportbetriebs durchgesetzt hatte, der bis zum Kriegsende anhielt.
Helset wurde am 4. Februar 1941 verhaftet, konnte aber nach einiger Zeit aus dem Gefängnis entkommen und floh nach Schweden. Dort war er zunächst für die Koordination der Flüchtlinge zuständig. Im Dezember 1943 erlaubte die schwedische Regierung die Schaffung geheimer Lager, um dort Polizeikräfte auszubilden, die unter den norwegischen Flüchtlingen rekrutiert wurden. Diese sollte nach dem mittlerweile absehbaren Ende des Krieges die von Vidkun Quislings Marionettenregierung befehligten Polizisten ablösen und Kollaborateure verhaften. Helset war der Oberbefehlshaber dieser Polizeikräfte, die ab Januar 1945 auch an der Befreiung der Region Finnmark beteiligt waren.
Nach seiner Rückkehr nahm Helset umgehend die Arbeit im NIF wieder auf und war von 1946 bis 1948 erneut dessen Präsident. Im selben Zeitraum amtierte er als Oberbefehlshaber des Norwegischen Heeres (als Nachfolger von Ole Berg). Politische Meinungsverschiedenheiten mit Verteidigungsminister Jens Christian Hauge um die zukünftige Ausrichtung des Militärs führten zum Rücktritt von beiden Ämtern. Die Regierung ernannte Helset daraufhin zum Leiter des Bezirkskommandos Sørlandet im Range eines Generalmajors. Von 1951 bis 1953 leitete er das Bezirkskommando Viken und die Festung Fredriksten. Außerdem war er Präsident des Organisationskomitees der Olympischen Winterspiele 1952 in Oslo.
Für seine Verdienste während des Krieges erhielt Helset verschiedene Auszeichnungen, darunter das norwegische Kriegskreuz, den schwedischen Schwertorden und den finnischen Orden des Freiheitskreuzes; ebenso war er Kommandeur der französischen Ehrenlegion. In der Antarktis trägt die Gebirgsregion Helsetskarvet seinen Namen.